# Абенгуру
Абенгуру — місто в департаменті Абенгуру, район Комое, Республіка Кот-д'Івуар. Населення міста становило у 2004 році 105 тисяч мешканців. У місті працює аеропорт Абенгуру. Висота над рівнем моря — 187 м.
Назва міста перекладається з мови ашанті як «не люблю довгих розмов».

## Клімат
Місто знаходиться у зоні, котра характеризується кліматом тропічних саван. Найтепліший місяць — квітень із середньою температурою 31.7 °C (89 °F). Найхолодніший місяць — грудень, із середньою температурою 25 °С (77 °F).
| Клімат Абенгуру         | Клімат Абенгуру | Клімат Абенгуру | Клімат Абенгуру | Клімат Абенгуру | Клімат Абенгуру | Клімат Абенгуру | Клімат Абенгуру | Клімат Абенгуру | Клімат Абенгуру | Клімат Абенгуру | Клімат Абенгуру | Клімат Абенгуру | Клімат Абенгуру |
| Показник                | Січ.            | Лют.            | Бер.            | Квіт.           | Трав.           | Черв.           | Лип.            | Серп.           | Вер.            | Жовт.           | Лист.           | Груд.           | Рік             |
| Середній максимум, °C   | 33,3            | 36,1            | 37,8            | 37,8            | 35,6            | 32,8            | 30,6            | 30              | 31,1            | 33,9            | 34,4            | 32,8            | 33,8            |
| Середня температура, °C | 25,6            | 28,3            | 31,1            | 31,7            | 30              | 27,8            | 26,7            | 25,6            | 26,1            | 27,8            | 27,2            | 25              | 27,7            |
| Середній мінімум, °C    | 17,8            | 21,1            | 24,4            | 25,6            | 24,4            | 22,8            | 22,2            | 21,7            | 21,7            | 22,2            | 20              | 17,8            | 21,8            |
| Норма опадів, мм        | 7               | 6               | 14              | 39              | 89              | 132             | 200             | 272             | 182             | 61              | 13              | 14              | 1029            |
| ----------------------- | --------------- | --------------- | --------------- | --------------- | --------------- | --------------- | --------------- | --------------- | --------------- | --------------- | --------------- | --------------- | --------------- |
| Джерело: Weatherbase    |                 |                 |                 |                 |                 |                 |                 |                 |                 |                 |                 |                 |                 |